# Герб Російської держави (проєкти 1918—1919)

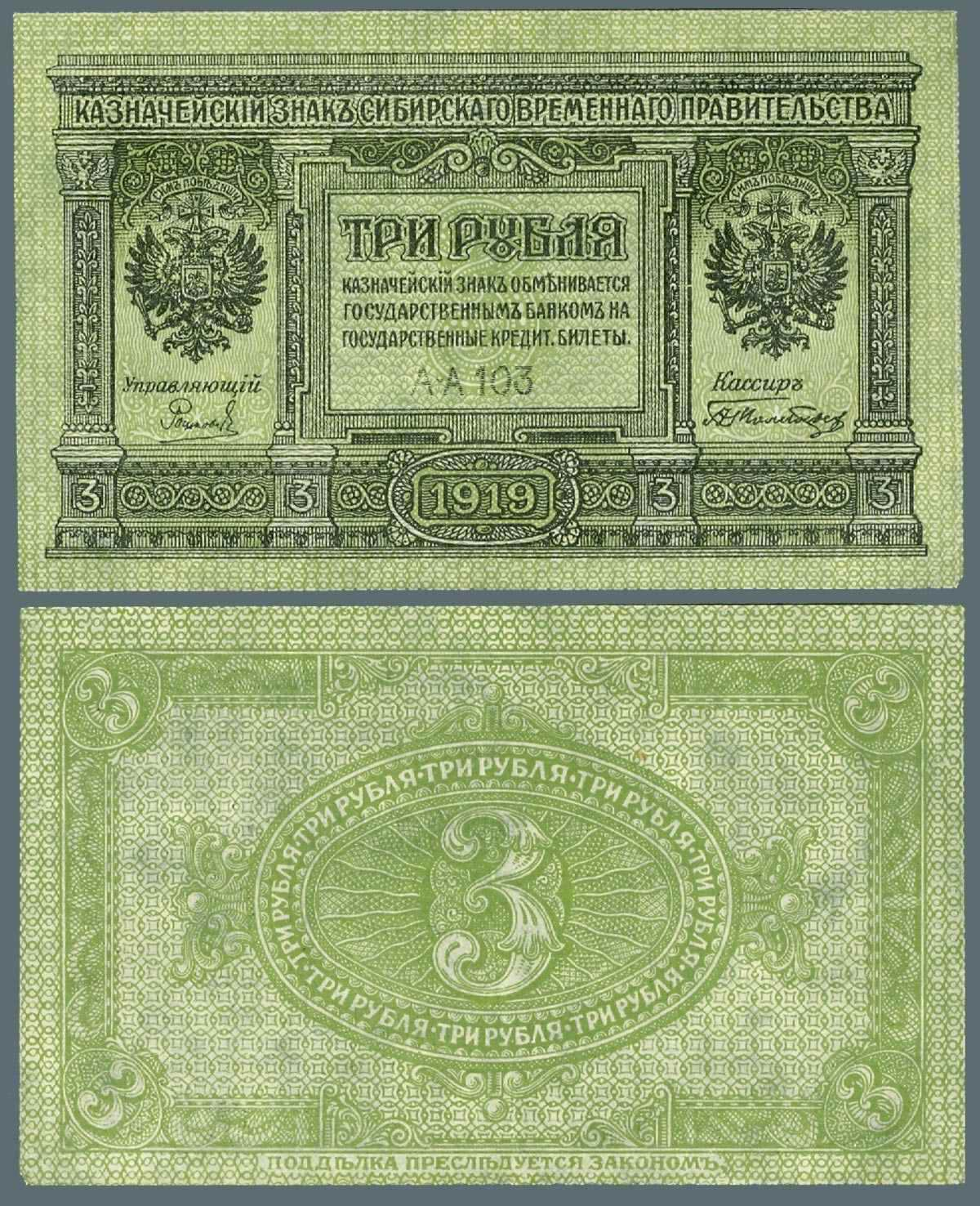
3-рублева банкнота (Казначейський знак Сибірського тимчасового уряду) 1919 року

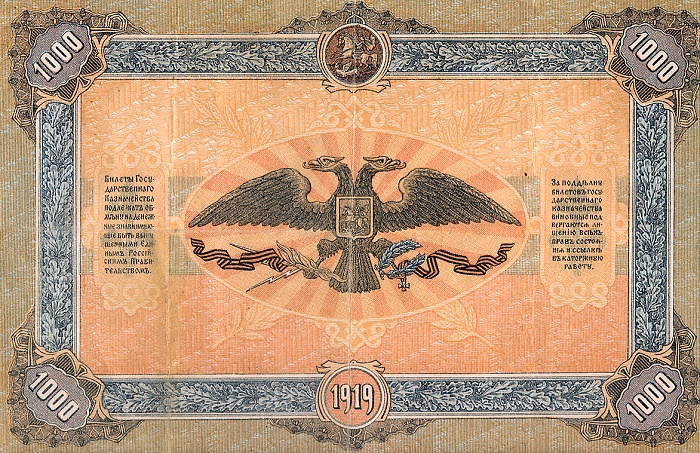
1000 рублів з військової символікою ЗСПР 1919 року

Проєкти герба Російської держави, проголошеної 23 вересня 1918 року актом Державної наради в Уфі «про утворення всеросійської верховної влади», розроблялися в січні-квітні 1919 року за конкурсом, оголошеним Товариством художників і любителів витончених мистецтв Степового краю. Доопрацювання і модифікація тривали і після закінчення конкурсу. Офіційно затвердженого статусу жоден варіант не отримав, але деякі були використані на нових випусках грошових банкнот.

## Історія
23 вересня 1918 року Уфімською державною нарадою було створено Тимчасовий Всеросійський уряд («Уфімська директорія») і встановлено, що він буде «аж до скликання Всеросійських Установчих Зборів … єдиним носієм верховної влади на всьому просторі держави Російської». 4 листопада був сформований виконавчий орган Директорії — Всеросійська рада міністрів. 18 листопада 1918 року Рада міністрів оголосила про прийняття на себе всієї повноти верховної влади і потім ухвалила рішення передати її Верховному правителю, яким був обраний адмірал Олександр Колчак. Було утворено новий уряд, який увійшов до історії як Омський, або уряд Колчака, який проіснував до 4 січня 1920 року.

## Розробка основних державних символів
На початку 1919 року в Омську був проведений конкурс із розробки нового російського герба, що проходив одночасно з конкурсом на новий державний гімн і ордени. Ініціювало конкурс Товариство художників і аматорів мистецтв Степового Краю. Відповідно до умов конкурсу, від його учасників вимагалося збереження зображення двоголового орла, замінивши «емблеми царської епохи» (корону, скіпетр і державу) на емблеми, «характерні для нової відродженої державності». Державний герб необхідно було скомпонувати «в більш художніх формах, в основах давньоруського стилю», і він повинен був «відповідати сучасному розумінню декоративності».
На конкурсі було представлено 97 проектів. На деяких з них двоголовий орел мав на грудях рівнокінцевий хрест, герб Сибіру, був осінений променями «всевидющого ока», оточений гербами Оренбурга, Уфи, Челябінська, Омська, Єкатеринбурга і Пермі. На деяких варіантах державу замінювали серцем з хрестом, але незмінним залишався меч як символ «воєнної звитяги» і «збройної боротьби». Основним претендентом на перемогу вважався герб, створений казанським художником Глібом Ільїним, який залишив державу і ланцюг ордена Андрія Первозванного, замінивши корону і скіпетр на хрест і меч. Герб вінчав напис «Симъ побѣдиши» на андріївській стрічці.
Герб не було остаточно затверджено, оскільки це передбачалося зробити через Національні збори, які планувалося скликати після закінчення Громадянської війни. Він існував в кількох варіантах і вживався на деяких документах і грошових знаках Російського уряду .

## Використання
Цей проєкт російського герба можна бачити на казначейських знаках Сибірського тимчасового уряду вартістю 3 і 300 рублів. Купюри номіналом 1, 5 і 10 рублів (також називалися казначейськими знаками Сибірського тимчасового уряду) перебували в обороті з часу Уфимської Директорії і при Колчаку не замінювалися; на них був зображений орел без монархічних регалій. Планувався, але не було здійснено, випуск 1000-рублевої купюри, причому зображення св. Георгія Змієборця на проєкті купюри було прибрано зі щита на грудях орла і дано окремо від герба.
Герб російського уряду зображений на колекційній срібній монеті 2012 року, присвяченій адміралу Колчаку.

## Інші варіанти
Інші білогвардійські уряду, що також претендували на спадкоємність Російської республіки 1917 року, використовували інші варіанти двоголового орла, найчастіше з розправленими крилами або на зразок герба Тимчасового уряду.